# 박시창
박시창(朴始昌, 1900년 2월 5일 대한제국 경기도 시흥 출생 ~ 1986년 6월 7일 대한민국 서울에서 별세.)은 대한민국의 독립운동가 겸 군인이자 예비역 대한민국 육군 소장 출신이며 사회운동가 겸 사회기관단체장이었다.

## 생애

### 일생
본관은 밀양(密陽)이다. 대한민국 임시정부 대통령을 지낸 백암 박은식(白巖 朴殷植)의 양자이며 그의 생부 박해겸(朴海謙)은 양부 박은식의 6촌 동생이다.
그는 경기도 시흥에서 생부 박해겸의 슬하 3남 5녀 중 막내아들이자 다섯째로 출생하였고 지난날 한때 한성부와 경기도 인천 제물포와 경기도 파주를 거쳐 경기도 양주에서 잠시 유아기를 보낸 적이 있는 그는 1904년 2월 29일을 기하여 경기도 시흥에 귀향하여 성장하였고 이후 6세 때였던 1905년 11월 5일, 슬하 3녀만을 두었던 7촌 재종숙 박은식에게 입양되어 이후 황해도 황주에서 성장하였다.
그는 일찍이 대한독립군에 투신하였고 한국광복군에서도 복무하였으며 8·15 조선 광복 후에는 대한민국 육군 창설에도 참여하여 한국 전쟁에도 참전하였고 이후에도 대한민국 육군에서 대한민국 육군 수도사단 예하 연대장·국방부 병무담당관·육군본부 정훈참모부장·육군 제3사단장 직무대리·육군 제8사단장 등을 거쳐 육군 제1군단 부군단장을 두루 역임하다가 1959년 대한민국 육군 소장으로 예편하였다. 그 후 1976년 광복회 회장을 지냈다.
그의 첫째아들은 국가보훈처 처장을 지낸 박유철(朴維徹)이며 대한민국 임시정부 국무령을 지낸 양기탁(梁起鐸)의 손녀 양준자(梁俊子)와 결혼하였다.
그는 1986년 6월 7일을 기하여 향년 87세로 별세하였으며 그의 유해는 국립서울현충원에 안장되어 있다.
그의 장남 박유철 또한 지난날 광복회 회장을 지냈었다.

### 독립 운동
박시창은 1923년경 남경 중앙대학에 수학하다가 휴학하였다. 그 원인은 학비 등 생활고 때문으로 보인다. 남경에서 상해로 돌아온 선생은 조선인청년동맹회에 가입하여 활동하였다. 상해지역의 청년 회원 117명을 보유한 동맹회의 목적은 혁명적 정신을 고취하고 단합적 행동을 훈련함으로써 민족독립을 완성한다는 것이었으며, 결국 이듬해 1924년경에는 남경 중앙대를 자퇴하였다. 그리고 또 한편 1925년 11월, 박시창이 독립운동에 열중하고 있을 무렵 부친이자 독립운동계의 원로였던 박은식이 평소 소원이던 조국광복을 보지 못하고 망명지 상해에서 파란 많은 생애를 마감하였다. 임시정부의 2대 대통령을 지냈던 그에 대한 장례는 국장례로 거행되었다. 이후 1926년경, 박시창은 근대적인 군사교육을 받기 위해 중국 중앙육군군관학교인 황포군관학교 제5기 포병과에 입교하였다.
이곳에 수학하던 박시창은 1926년 7월 중국의 제1차 북벌전쟁이 시작되자 중국 국민혁명군 포병대에 편입되어 참전하게 되었다. 한편 1926년 10월 중국 국민혁명군이 무한(武漢)에 입성하고 이곳에 북벌군의 초급 간부 확충을 목적으로 황포군관학교 무한분교가 설립되게 되었다. 이때 무한은 한국인 장교와 각처에서 모여든 독립운동가들이 일시에 운집하여 혁명운동의 중심지가 되었는데, 한국 학생들 다수가 이 무한분교에 입교하는 동시에 북벌에 참가하였다. 1927년 7월 황포군관학교를 졸업한 선생은 이후 군인의 길을 걸으면서 한편으로는 한국독립운동에 참여하였다.
박시창은 한국독립운동사에서 혁혁한 업적을 세운 의열단과도 관계를 맺고 활동하였다. 이는 박시창이 후일 의열단이 주축이 되었던 민족혁명당과 조선의용대에 참여한 계기가 되었다. 1919년 창설된 의열단은 1926년 이후 단의 주력이 혁명의 성지였던 광동성 광주(廣州)로 집결하고 있었다. 이곳에서 의열단은 한인 운동자들과 황포군교 입교생들 가운데 다수의 신입자를 충원함으로써 조직세가 크게 신장되었다. 그리고 국민혁명군의 북벌 이후 점령되었던 무창(武昌)과 남창(南昌)에도 의열단 지부를 두게 되었다. 무창에는 이미 많은 한인청년들이 활동하고 있었다.
이때 박시창은 황포군관학교 무한분교에 다녔던 진공목, 진갑수, 안재환, 김영재, 송욱동, 장기준, 그리고 중국군 기술교관으로 있었던 백득림, 홍의균, 권준, 전창무, 노세방 등과 같이 무한한인혁명청년회를 조직하게 된다. 혁명청년회는 안으로는 동지들에 대한 훈련에 치중하는 한편 밖으로는 독립운동의 선전사업을 펼치는 등 항일투쟁을 전개하였는데, 조직이 점점 확장되어 후에 의열단 무창지부로 발전하게 된 것이다.
그 후 박시창은 1928년 남경의 군관단(軍官團) 입대를 거쳐 1929년에는 국민혁명군 경위군(警衛軍)에서 8년 동안 복무하였다. 경위단은 나중에 제87사단으로 명칭이 바뀌는데, 제87사단은 1932년의 상해사변에 투입되었던 정예부대였다. 상해사변은 1931년 만주를 점령한 일제가 그 다음해 장갑차로 무장한 해군육전대를 앞세워 상해를 공격한 사건으로, 중국 정부는 중국군에서도 가장 정예부대로 일컬어지는 제5군을 대일항전에 투입하였다.
이때 박시창은 육군 대위의 계급으로 중국군 제5군 제87사단 예하의 중대장으로 참전하였다. 박시창이 속한 중국군은 2달 이상 용감하게 저항하였지만 일본군의 막강한 화력에 후퇴하지 않을 수 없었다. 전승에 취한 일본군이 ‘천장절’을 기하여 홍구공원에서 ‘전승기념식’을 거행하려다가 윤봉길 의사의 폭탄 투척으로 응징된 것이 바로 이 무렵의 일이었다.

## 학력
- 경성 오성보통학교 졸업
- 경성 오성고등보통학교 졸업
- 중국 장쑤 성 난징 중앙대학교 사학과 중퇴
- 중국 황푸 군관학교 졸업
- 중국 후베이 성 우한 육군위륭군대학교 졸업
- 대한민국 육군사관학교 특2기(1946년)
- 조선경비보병학교 졸업(1947년)
- 통위부 보병학교 졸업(1948년)
- 대한민국 육군보병학교 졸업(1949년)
- 대한민국 육군포병학교 졸업(1951년)
- 미국 육군포병학교 졸업(1951년)
- 미국 육군야전포병학교 졸업(1952년)
- 대한민국 국방대학교 행정학사 1기(1956년)

## 가족 관계
- 배우자: 최윤신(崔允信)[4]
- 장남: 박유철(朴維徹)[4]
  - 자부: 양준자(梁俊子)[4]
- 장녀: 박유숙(朴維淑)[4]
- 차남: 박유종(朴維鍾)[4]
  - 자부: 김영화(金永和)[4]
  - 손녀: 박지영(朴志-) 또는 제니퍼 박 스타우트(Jennifer Park Stout): 미국 국무부 동아시아 태평양국 공공외교 담당 부차관보[5][6]와 존 케리 국무장관소속 차석 보좌관 등을 역임했다[7]
- 차녀: 박유순(朴維淳)[4]
- 3녀 : 박유실(朴維實)[4]
- 4녀 : 박유성(朴維星)[4]

## 같이 보기
- 박은식
- 양기탁

## 참고 자료
- 「한국민족운동과 민족문제」, 북만주와 연해주 지역 항일전적지, 한국민족운동사연구회 저, 국학자료원(1999년, 560~567p)